# Hiéroglyphe égyptien S14
L'or et masse d'armes, en hiéroglyphes égyptiens, est classifié dans la section S « Couronnes, vêtements, sceptres, etc. » de la liste de Gardiner ; il y est noté S14.

## Représentation
Il représente la combinaison en monogramme d'un collier d'or et de perle (hiéroglyphe S12) sur une masse d'armes (hiéroglyphe T3). Il est translittéré ḥḏ.

## Utilisation
| S12 |

| S12 |

| T3 |

| T3 |

| T3 |

| T3 |

| S14 | / | S14 · N33B · Z2 |

| S14 | / | S14 · N33B · Z2 |